# Odo pulcher
Odo pulcher är en spindelart som beskrevs av Eugen von Keyserling 1891. Odo pulcher ingår i släktet Odo och familjen taggfotsspindlar. Inga underarter finns listade i Catalogue of Life.